# Sanza
Sanza község (comune) Olaszország Campania régiójában, Salerno megyében.

## Fekvése
A megye délkeleti részén fekszik. Határai: Buonabitacolo, Casalbuono, Casaletto Spartano, Caselle in Pittari, Monte San Giacomo, Montesano sulla Marcellana, Piaggine, Rofrano, Sassano és Valle dell’Angelo.

## Története
Első említése a 13. századból származik. A régészeti leletek szerint valószínűleg egy ókori, lucanus település helyén alakult ki. A következő századokban nemesi birtok volt. A 19. században nyerte el önállóságát, amikor a Nápolyi Királyságban felszámolták a feudalizmust.

## Népessége
A népesség számának alakulása:

## Főbb látnivalói
- a középkori San Martino-torony
- Santa Maria Assunta-templom